# Leptopleuron
Leptopleuron – rodzaj niewielkiego zauropsyda należącego do grupy Procolophonidae. Żył w późnym triasie na terenie współczesnej Europy. Jego skamieniałości odkryto w datowanych na karnik lub noryk osadach formacji Lossiemouth Sandstone w północnej Szkocji.
Leptopleuron był niewielkim zwierzęciem osiągającym 15–20 cm długości. Jego uzębienie przypominało uzębienie współczesnych gryzoni – z tyłu szczęk znajdowały się szerokie, przystosowane do miażdżenia zęby, a te z przodu szczęk kształtem przypominały dłuto. Puszka mózgowa budową przypominała tę należącą do innego przedstawiciela Procolophonidae – wczesnotriasowego rodzaju Procolophon. Kilka cech morfologicznych to apomorfie wśród Procolophonidae, inne mogą być uznane autapomorfiami rodzaju Leptopleuron lub synapomorfiami podrodziny Leptopleuroninae.

## Paleoekologia
Późnotriasowe stanowiska zawierające skamieniałości gadów są istotne, gdyż dokumentują zmiany zachodzące w ekosystemach, kiedy synapsydy, bazalne archozaury i rynchozaury były zastępowane przez faunę zdominowaną przez dinozaury. Przykładem takiego stanowiska jest formacja Lossiemouth Sandstone, z której pochodzą wszystkie znane skamieniałości leptopleuronów. Kości zwierząt zostały odkryte w piaskowcu, ewidentnie zachowanym wewnątrz wydmy dzięki wiatrowi, a nie wodzie – na co wskazują: otoczka skały oraz dobrze zaokrąglone ziarnka piasku. Oprócz szczątków leptopleurona odkryto tam również skamieniałości przedstawicieli siedmiu innych rodzajów gadów. Najliczniejszymi zwierzętami na terenie formacji Lossiemouth Sandstone w późnym triasie były: rynchozaur Hyperodapedon i aetozaur Stagonolepis, będące średniej wielkości roślinożercami. Dominującym drapieżnikiem tamtejszych ekosystemów był Ornithosuchus – duże osobniki prawdopodobnie były w stanie zagrozić obu tym roślinożercom. Niewielkie gady, takie jak Leptopleuron, sfenodont Brachyrhinodon i przedstawiciel kladu Avemetatarsalia Scleromochlus – mierzące 15–20 cm długości – stanowiły 5–25% ogólnej liczby zwierząt. Zagrażały im młode ornitozuchy, dinozauromorf Saltopus oraz bardzo rzadki archozaur z rodzaju Erpetosuchus. W formacji Lossiemouth nigdy nie odnaleziono skamieniałości żadnych roślin.